# Fichtelberg, Bavaria
Fichtelberg este o comună din districtul Bayreuth, regiunea administrativă Franconia Superioară, landul Bavaria, Germania.

## Turism

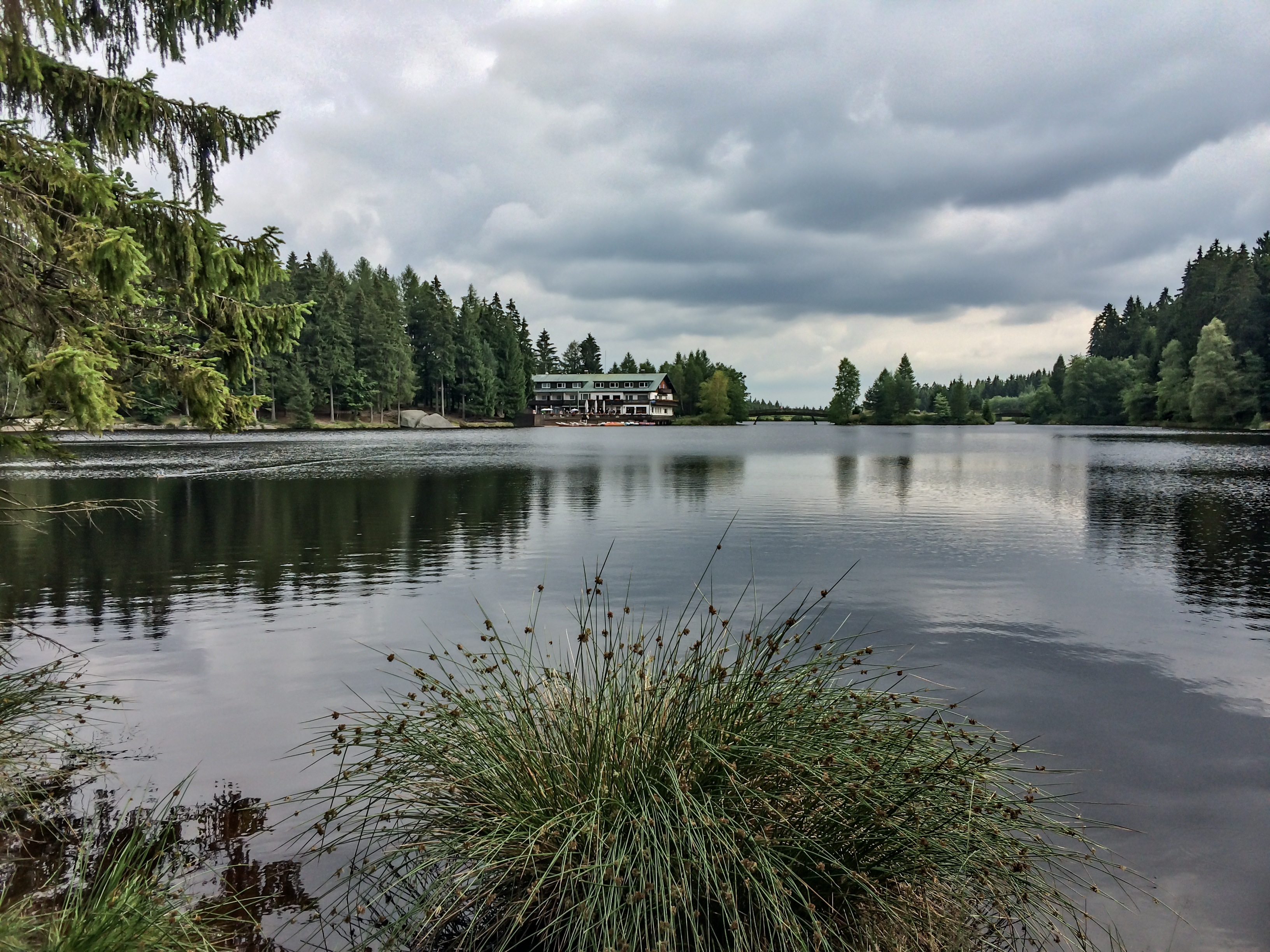
Lac Fichtelsee

- Lac Fichtelsee